# Turnov
Turnov (pronunție în cehă [ˈturnof], în germană Turnau) este un oraș și o comună din districtul Semily din regiunea Liberec din Cehia. Are o populație de aproximativ 15.000 de locuitori.
Este un centru tradițional de lustruire a pietrelor prețioase, meșteșugul sticlei și de artă. Centrul istoric al orașului este bine conservat și este protejat prin lege ca zonă de monument urban.
Turnov se află în apropierea ariei protejate Raiul / Paradisul Ceh (Český ráj⁠(d)), ceea ce îl face o atracție pentru turiști și rezidenți de vară. Orașul este un nod rutier important. Turnov are un muzeu mare, trei galerii, șase biserici și o sinagogă. Un mic oraș vechi, cu urbanism specific Evului Mediu, este înconjurat de cartiere moderne cu grădini și parcuri mari, reprezentând o legătură organică între zonele urbane și natură.

## Diviziuni administrative
Turnov este alcătuit din 13 diviziuni administrative (în paranteze este populația conform recensământului din 2021):
- Turnov (11.261)
- Bukovina (131)
- Daliměřice (1.148)
- Dolánky u Turnova (33)
- Hrubý Rohozec (39)
- Kadeřavec (94)
- Kobylka (109)
- Loužek (9)
- Malý Rohozec (308)
- Mašov (660)
- Mokřiny (15)
- Pelešany (396)
- Vazovec (39)

## Etimologie
Originea numelui este necunoscută. După o teorie, numele inițial al așezării a fost Trnov, nume care derivă din adjectivul trnový (cu sensul de „spinos”), o referință la vegetația locală, dar nu există dovezi în acest sens.

## Geografie
Turnov se află la aproximativ 19 kilometri (12 mi) sud de Liberec. Râul Jizera curge prin oraș. Turnov se află în munții Jičín. Cel mai înalt punct al comunei este dealul Cestník, aflat la 421 metri (1.381 ft) deasupra nivelului mării. Turnov se află la marginea ariei protejate Raiul Ceh (Český ráj⁠(d)).

## Istorie
Prima mențiune scrisă destre Turnov se găsește într-un act al regelui Ottokar al II-lea din anul 1272.
Turnov a fost fondat în jurul anului 1250 de Jaroslav și Havel din Markvartice pe un vârf stâncos cu vedere spre râul Jizera.
O mănăstire dominicană a fost fondată de Sfânta Zdislava⁠(d), soția lui Sir Havel. În evul mediu târziu, Turnov a ajuns în stăpânirea caselor nobiliare Wartenberg⁠(d) și Smiřický. Orașul medieval a suferit în urma a mai multor incendii - a fost ars de cruciații lusacieni în 1468 și în timpul Războiului de Treizeci de Ani de suedezi în 1643, precum și de o conflagrație în 1707.
Turnov este cunoscut pentru expertiza sa în prelucrarea pietrelor prețioase. A atras mulți meșteri și artizani medievali care au produs bijuterii din granatul boem local. Prima școală tehnică europeană de prelucrare a pietrelor prețioase, metalelor și bijuteriilor, astăzi Liceul de Arte Aplicate, a fost fondată la Turnov în anul 1884. Astăzi este una dintre cele mai bune școli de acest tip din lume.

### Comunitate evreiască
Comunitatea evreiască din Turnov a fost atestată documentar pentru prima dată în 1527. După ce a încetat să existe la începutul secolelor al XVI-lea și al XVII-lea, noi coloniști evrei au fost chemați în oraș de Albrecht von Wallenstein, în 1623. Un ghetou evreiesc a fost înființat în 1647. Cea mai mare parte a populației evreiești a fost ucisă în timpul Holocaustului și doar 19 evrei s-au întors în Turnov după Al Doilea Război Mondial. Comunitatea evreiască a încetat oficial să existe în 1961.

## Transporturi
Turnov este o intersecție importantă de drumuri. Autostrada D10 din Praga se termină aproape de limitele comunei și traversează orașul ca drumul I/10 (parte a drumului european E65). Șoseaua I/35 (secțiunea de la Liberec la Hradec Králové, parte a drumului european E442) traversează, de asemenea, orașul.
Turnov este capătul liniei de cale ferată Praga - Turnov. Orașul este, de asemenea, situat pe linia de cale ferată interregională de la Liberec la Hradec Králové și Pardubice.

## Obiective turistice

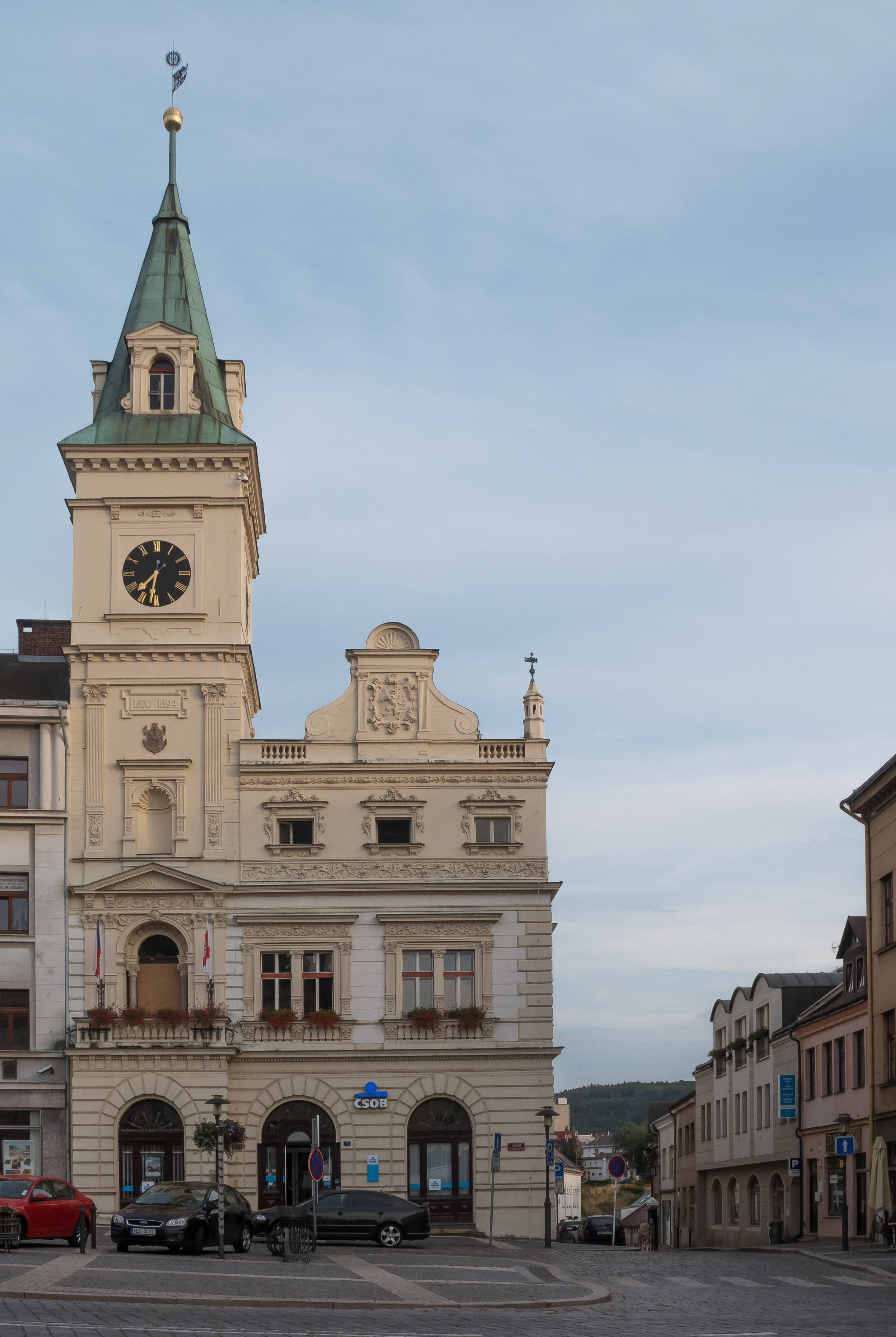
Primăria renascentistă aflată în Piața Paradisul Ceh (Český ráj)

Primăria renascentistă din Turnov a fost ridicată în 1562, în timp ce cele trei biserici istorice ale sale datează din secolele XIV-XIX. Într-o suburbie a orașului se află Castelul Hrubý Rohozec⁠(d), construit în 1250 și ulterior reconstruit ca un castel; în prezent este accesibil publicului. Comuna însăși este în prezent proprietara Castelului Valdštejn, leagănul celebrei familii Waldstein. Castelul Valdštejn este deschis și turiștilor.
Fosta sinagogă din Turnov datează din 1779. Între anii 1950 și 2003, clădirea a fost folosită ca un depozit. În 2003, clădirea a fost cumpărată de orașul Turnov și restaurată pentru a deveni loc de concerte și memorial. Cimitirul evreiesc a fost fondat în secolul al XVII-lea. Cea mai veche piatră funerară care s-a păstrat este din 1649.
Muzeul Paradisului Ceh din Turnov are o colecție semnificativă de pietre prețioase și bijuterii, precum și exponate despre geologie, arheologie și folclor. A fost fondat în anul 1886.

## Persoane notabile
- Josef Pekař⁠(d) (1870 – 1937), istoric;
- Jan Košek⁠(d) (1884 – 1927), fotbalist;
- Jan Patočka (1907 – 1977), filosof;
- Alexandr Kliment⁠(d) (1929 – 2017), romancier;
- Miroslav Šimek (n. 1959), canoist;
- Jaroslav Rudiš⁠(d) (n. 1972), scriitor, jurnalist și muzician;
- Jan Farský⁠(d) (n. 1979), politician;
- Roman Koudelka⁠(d) (n. 1989), săritor cu schiurile;
- Adam Helcelet⁠(d) (n. 1991), decatlonist.

## Orașe gemene–orașe înfrățite
Turnov este înfrățit cu:
- Alvesta, Suedia
- Idar-Oberstein, Germania
- Jawor, Polonia
- Keszthely, Ungaria
- Murska Sobota, Slovenia
- Niesky, Germania